# 松原村 (福井県)
松原村（まつばらむら）は福井県敦賀郡にあった村。現在の敦賀市の北西部にあたる。

## 地理
- 海洋：敦賀湾
- 山岳：旗護山、三内山、西方ヶ岳、蠑螺が岳
- 河川：井ノ口川
- 湖沼：猪ヶ池

## 歴史
- 1889年（明治22年）4月1日 - 町村制の施行により、沓見村、木崎村、櫛川村、松島村、原村、二村浦、名子浦、縄間浦、常宮浦、沓浦、手ノ浦、色ヶ浜浦、浦底浦、立石浦及び白木浦の区域をもって、松原村が発足する。
- 1930年（昭和10年）7月9日 - 集中豪雨により井の口川が氾濫。村内の水田約15町歩が冠水[1]。
- 1937年（昭和11年）4月1日 - 敦賀町及び松原村が合併して、敦賀市が発足する。

## 経済

### 産業
農業
『大日本篤農家名鑑』によれば、松原村の篤農家は山本、田中、河瀬、倉谷、河端、山東、龍頭、上山、中出、福光、松永、増田、橋詰姓の人物がいた。

## 出身・ゆかりのある人物
- 大和田正吉（大和田銀行専務取締役） - かつて松原村に居住していた[3]。
- 高木孝一（実業家、政治家） - 高木建設社長。高木商事社長。福井県議会議員。敦賀市議会議員。敦賀市長。自宅は沓見[4]。自民党衆議院議員高木毅の父。

## 地域

### 施設
- 永建寺[5]（曹洞宗）
- 永寿寺[5]（真宗大谷派）

## 名所・旧跡・観光スポット・祭事・催事
- 気比松原